# Памятник 1200 гвардейцам
«Па́мятник 1200 гварде́йцам в Калинингра́де» — братская могила 1200 воинов и мемориальный ансамбль (памятник) 1200 воинам 11-й Гвардейской армии РККА ВС СССР, погибшим при штурме города и крепости Кёнигсберг в апреле 1945 года в ходе Великой Отечественной войны. Братская могила и памятник, расположенные на Гвардейском проспекте в городе Калининграде Калининградской области Российской Федерации, являются памятниками истории федерального значения, объектами культурного наследия народов Российской Федерации
Мемориальный ансамбль (памятник) открыт 30 сентября 1945 года в поверженном 9 апреля 1945 года немецком городе-крепости Кёнигсберге (с 4 июля 1946 года — Калининград) и стал одним из первых мемориалов, сооружённых во славу павших и в честь Победы Красной армии и советского народа в Великой Отечественной войне 9 мая 1945 года.
9 мая 1960 года перед обелиском памятника 1200 гвардейцам зажжён Вечный огонь.
Архитекторы — И. Д. Мельчаков и С. С. Нанушьян. Скульпторы — Пятрас Вайвада, Б. Петраускас, Бронюс Пундзюс, Рафал Якимавичюс, К. Ярощунас, Константинас Богданас, работавшие под руководством Юозаса Микенаса.

## История создания
По советским данным, общие потери войск 3-го Белорусского фронта Красной армии ВС СССР с 1 по 10 апреля 1945 года, которые вели активные боевые действия в этот период при штурме Кёнигсберга в ходе Восточно-Прусской наступательной операции во время Великой Отечественной войны, составили 3 700 человек убитыми. В их числе — 1200 бойцов 11-й гвардейской армии РККА.
В начале мая 1945 года Военный совет 11-й гвардейской армии по инициативе командующего гвардии генерал-полковника К. Н. Галицкого принял решение о сооружении в ещё не остывшем от боёв Кёнигсберге памятника, который должен был достойно возвеличить подвиг павших советских солдат и стать вечной памятью благодарной Родины об ушедших в бессмертие её защитниках.
После большой подготовительной работы, накануне Дня Победы, 8 мая 1945 года, командующим 11-й гвардейской армией К. Н. Галицким был издан приказ № 0255, в котором говорилось: 

«… В целях увековечения памяти бойцов и командиров, погибших в боях с немецко-фашистскими захватчиками за город Кёнигсберг, приказываю соорудить в гор. Кёнигсберге по утверждённому эскизу-проекту памятник и произвести перезахоронение трупов погибших с дивизионных кладбищ, из населённых пунктов… Командирам частей и начальникам учреждений к выделению людей на строительство отнестись со всей серьёзностью и выделить лучших специалистов. К работе по сооружению памятника приступить немедленно, о ходе работ докладывать через каждые два дня.»— К. Н. Галицкий, гвардии генерал-полковник, командующий 11-й гвардейской армией РККА, 8 мая 1945 года.
В частях и подразделениях из вчерашних пехотинцев, танкистов, артиллеристов, сапёров были отобраны бывшие архитекторы, скульпторы, художники, поэты. Им было поручено ответственное задание: продумать, каким должен быть памятник, подобрать выразительные средства, которые бы в полной мере восславили мужество советских воинов в их справедливой, героической борьбе против фашизма. Они рисовали эскизы, строили макеты, писали полные гордости и печали строки эпитафии. Созданное ими послужило основой для дальнейшей работы над памятником.
Для доработки проекта были приглашены московские архитекторы И. Д. Мельчаков и С. С. Нанушьян, группа литовских скульпторов во главе с Юозасом Микенасом. Прибывшие незамедлительно подключились к работе. Напряжённый творческий процесс шёл в тесном контакте с непосредственными участниками сражения.
Начальником стройки назначили гвардии полковника М. С. Бевзо, главным инженером — инженер-капитана Н. М. Захваткина. Общее руководство, контроль и содействие строительству было поручено начальнику инженерных войск армии Герою Советского Союза гвардии полковнику М. Г. Григоренко, которому пришлось решать многие технические проблемы, связанные с сооружением мемориала, в том числе проводить гидрологическое исследование местности. Для памятника был выбран участок, расположенный вдали от шумных магистралей, тихий, спокойный, с густым зелёным нарядом, меньше других пострадавший от боевых действий.
Учитывая сжатые сроки, было решено применить как классические архитектурные элементы, так и то новое, что появилось в монументальном искусстве, при этом максимально используя близлежащие объекты и топографические элементы местности.
В окончательном варианте проекта определились три составные части мемориала: обелиск, две скульптурные группы и мемориальная стена. Их дополняли барельефы, эпитафии, надгробия, венки, бюсты. Сооружение приобрело характер архитектурно-скульптурного ансамбля.
Памятник 1200 гвардейцам стал первым советским памятником в Кёнигсберге (который тогда ещё не был переименован в Калининград) и, вообще, первым мемориалом, увековечившим подвиг советских солдат, павших в Великой Отечественной войне (1941—1945).
Торжественное открытие монумента состоялось утром 30 сентября 1945 года. В газете «Правда» вышел большой репортаж, завершавшийся такими словами: «Новая жизнь торжествует в Кёнигсберге. Сломлен форпост германской агрессии на Востоке, вековой очаг разбойничьего пруссачества. Строится новый Кёнигсберг».
В 1946 году были установлены скульптурные группы «Штурм» и «Победа», изображающие воинов Красной армии.
9 мая 1960 года перед обелиском был зажжён Вечный огонь.
В 1961 году, после XX съезда КПСС, с обелиска стесали изображение И. В. Сталина (оно присутствовало на рисунке медали «За Победу над Германией в Великой Отечественной войне 1941—1945 гг.») и заменили его изображением реверсе медали. Также было убрано имя Сталина под его цитатой «Наше дело правое, мы победили».
С 4 декабря 1974 года братская могила и мемориальный ансамбль являются памятниками истории федерального значения, охраняемыми государством объектами культурного наследия народов Российской Федерации.

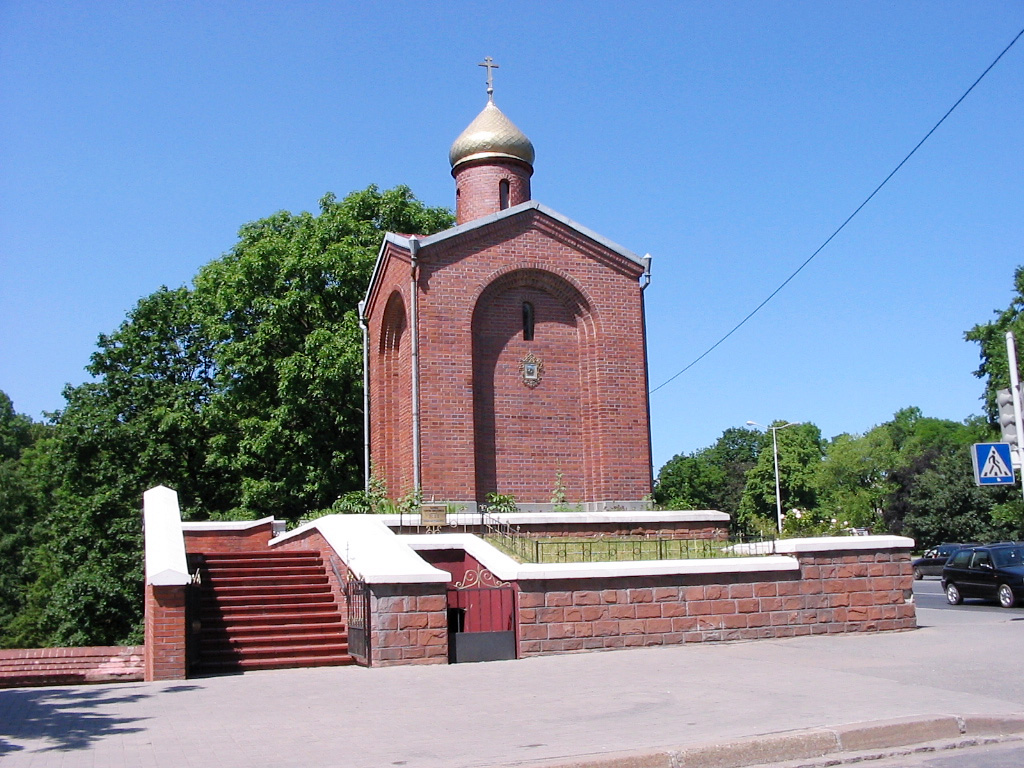
Православная часовня Святого Георгия на покрытии Аусфальских ворот в Калининграде, вид со стороны Гвардейского проспекта. 9 июня 2007 года.

Во время подготовки к празднованию 50-летия Победы в Великой Отечественной войне, в 1995 году, на покрытии Аусфальских ворот в Калининграде (расположенных в непосредственной близости от памятника 1200 воинам-гвардейцам) в память о погибших советских солдатах была построена православная часовня Святого Георгия.
В 2000 году за памятником, где было ещё одно воинское захоронение, был устроен небольшой парк Победы.
В 2005 году, накануне празднования 750-летия основания Калининграда, в рамках федеральной целевой программы развития Калининградской области была проведена реставрация памятника, в ходе которой профиль И. В. Сталина и его фамилия были возвращены на первоначальное место.
По заказу Агентства главного распорядителя средств бюджета Калининградской области проведены мероприятия по созданию второй очереди парка Победы.

## Композиция памятника
Памятник (мемориальный ансамбль) 1200 воинам-гвардейцам представляет собой площадь овальной формы, примыкающую к Гвардейскому проспекту в Калининграде. Ближе к центру площади установлена доминанта монумента — обелиск с основанием в форме пятиконечной звезды. На обелиске — семь каменных поясов с эпитафиями. Перед обелиском горит «Вечный огонь». С трёх сторон, не примыкающих к проспекту, площадь окаймлена невысокой стеной из рустированных гранитных блоков, вдоль неё расположены четыре белых мраморных надгробья с именами похороненных воинов. В одном ряду с мраморными надгробьями у стены на постаментах находятся бронзовые бюсты Героев Советского Союза С. С. Гурьева и С. И. Полецкого и два памятных обелиска — в честь Героя Советского Союза А. А. Сергеева и медсестры Е. Б. Ковальчук. На стене размещены шестнадцать барельефов и мраморные плиты с именами павших. С обоих концов к стене примыкают постаменты, на которых установлены скульптурные композиции «Штурм» и «Победа», бронза, 1946 год (за скульптурную композицию «Победа» скульптор Юозас Микенас удостоен в 1947 году Сталинской премии).
Высота обелиска — 26 метров. Обелиск — пятигранный, его грани покрыты рельефами с изображениями орденов и медалей, оружия, боевых сцен.
Братская могила и мемориал расположены на закрытом для движения транспорта участке Гвардейского проспекта, являющемся традиционным местом проведения торжественных мероприятий в Калининграде в «День защитника Отечества», «День взятия штурмом Кёнигсберга» и «День Победы». Здесь возлагаются венки, сюда приходят участники акции «Бессмертный полк».